# Будинок Гінзбурга (Київ)
Буди́нок Гі́нзбурга — прибутковий будинок у Києві, на вул. Миколаївській (тепер вул. Архітектора Городецького), 9. Один з трьох будинків Києва з такою назвою, разом з будинком на бульварі Шевченко, 5 (готель «Премʼєр Палац») та хмарочосом Гінзбурга.

## Архітектура
Фасад будівлі є рясно оздобленим, його фасад прикрашають різноманітні скульптури на античну тематику. Первісно будівля мала 21 балкон. У перші роки XX століття це був найвищий будинок Києва — висотою 15 сажнів (32,5 м), на його даху було 5 дерев'яних башт покритих цинком, висотою по 3 сажні (6,4 м) (висота куполів, над якими є ще надбудови різної висоти).

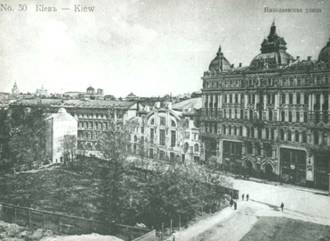
Вид на будівлю

Увійшовши до будинку, мешканці і гості піднімалися по парадних мармурових сходах з кованою витою огорожею і поручнем з дуба. Її витонченість підкреслювали стіни, покриті художнім розписом і ліпниною. Поряд в окремому приміщенні розташовувався ліфт, який тоді іменувався «підйомною гідравлічною машиною». Встановлення даного пристрою обійшлося Гінзбургу в 11 500 рублів.
У підвалі знаходилися склади, опалювальна техніка і мотор ліфту. 1-й і 2-й поверхи займали магазини, а на поверхах з 3-го по 6-й розташовувалися 11-, 9-, 3-, і 2-кімнатні квартири з просторими кухнями і ванними кімнатами. Підлоги у всіх внутрішніх приміщеннях будинку (апартаментах і магазинах) були викладені паркетом, а стелі прикрашені ліпниною і розписані фарбою, сріблом і позолотою. Доповнювали пишність інтер'єру дорогі шпалери на стінах. Усього будинок мав 14 квартир.
Крім власне комерційного призначення, будинок служив наочною рекламою будівельної контори Л. Б. Гінзбурга: якість будівельних робіт була дуже високою. Магазинні вітрини були двоповерховими, надійно перекритими балками без проміжних опор. На рівні 3-го поверху знаходився ажурний місток до садиби на вул. Інститутській (через 10 років на ній був зведений «хмарочос Гінзбурга»). Для захисту від можливих ґрунтових зсувів позаду будинку встановлено капітальну опорну стіну.

## Історія будівлі
Збудований у 1900—1901 роках.
Два нижні поверхи займав відомий у Києві меблевий магазин «Я. та Й. Кон».
В 1905—1912 роках у будинку проживав Зілов Петро Олексійович (1850—1921) — фізик.
Після 1917 року тут містилося Товариство колишніх політкаторжан і клуб «Мистецький льох».
В грудні 1917 року в підвальних приміщеннях прибуткового будинку Гінзбурга розмістилася Канцелярія Ради Вільного козацтва робітників Києва. Тут у свій час працював також клуб «Бесіда». Згодом в приміщеннях, що займала Рада, було облаштовано ще дві кімнати, де зберігалася зброя та набої. Канцелярія працювала щодня з 10 до 16 години.
У вибухах 24 — 27 вересня 1941 року (підривна операція Червоної Армії), будинок було частково знищено.

## Відбудова
Відбудова будівлі закінчилась в 1950 році, але будинок зменшився в обсязі. Реставраційні роботи на фасаді виконано у 1986—1987 роках.

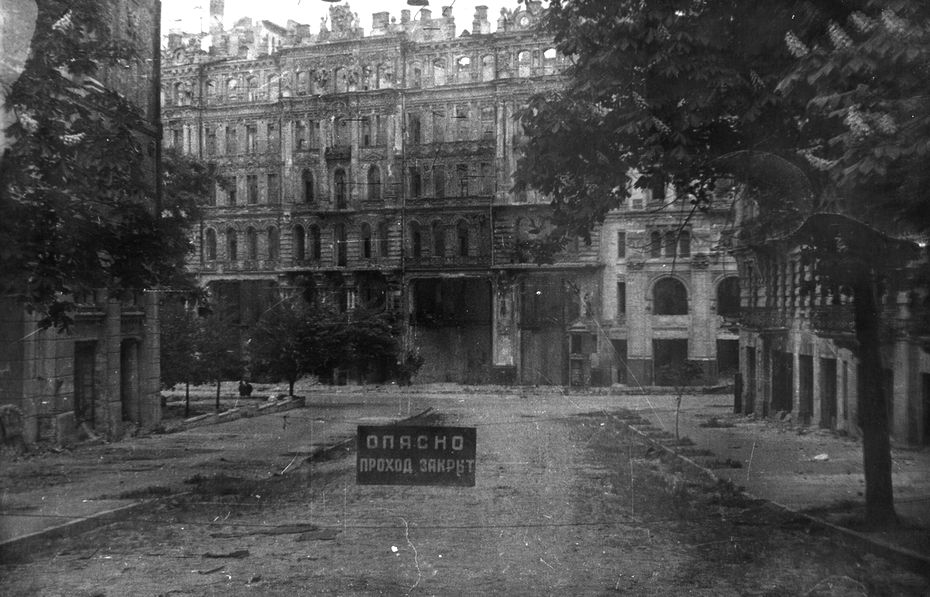
Руїни вул. Карла Маркса (1943 рік)

Тепер будинок семиповерховий (шість основних та підвальний поверх), цегляний, із тинькованим вуличним фасадом, первісно в плані подібний, з центрально розміщеними парадними сходами та двома сходами чорних ходів у крилах, завершених декоративними вежками.
З проміжного майданчика між третім і четвертим поверхами парадні сходи мали вихід на спеціальний місток, що вів на верхню терасу садиби на вулиці Інститутській, (16-18). Під час відбудови розібрано крила й місток, будинок став у плані прямокутним; переплановано інтер'єри, замінено сходи, огорожу, лишився (з утратами) тільки пишно оздоблений вуличний фасад. Його декор характерний для періоду пізнього еклектизму, відзначається репрезентативністю і деяким перевантаженням за рахунок посиленої пластики, в основі якої — стилізація ренесансно-барокових форм.
П'ятидільна композиція фасаду утворена чотирма розкріповками, акцентованими тричвертєвими колонами великого корінфського ордера по четвертому і п'ятому поверхах і трьома гранчастими, купольної форми вежами зі складним декоративним завершенням (втрачені під час пожежі).
Торговельні приміщення двох нижніх поверхів виявлено на фасаді великомірними заскленими прорізами вітрин (перебудовані після пожежі). Парадний вхід і проїзд на подвір'я по центру фасаду оздоблено масивними порталами з архівольтами, фланкованими в імпостах великими грифонами. У простінку між останніми вміщено ліпний картуш із схрещеними молотом і кувалдою під п'ятипроменевою зіркою, в облямуванні колосся, понизу — рельєфні літери «МУП СССР» (Міністерство вугільної промисловості, яке відбудовувало будинок наприкінці 1940-х років). Ця ж емблема вміщена у верхній частині дворового фасаду та в спрощеному варіанті — між волютами порталів.

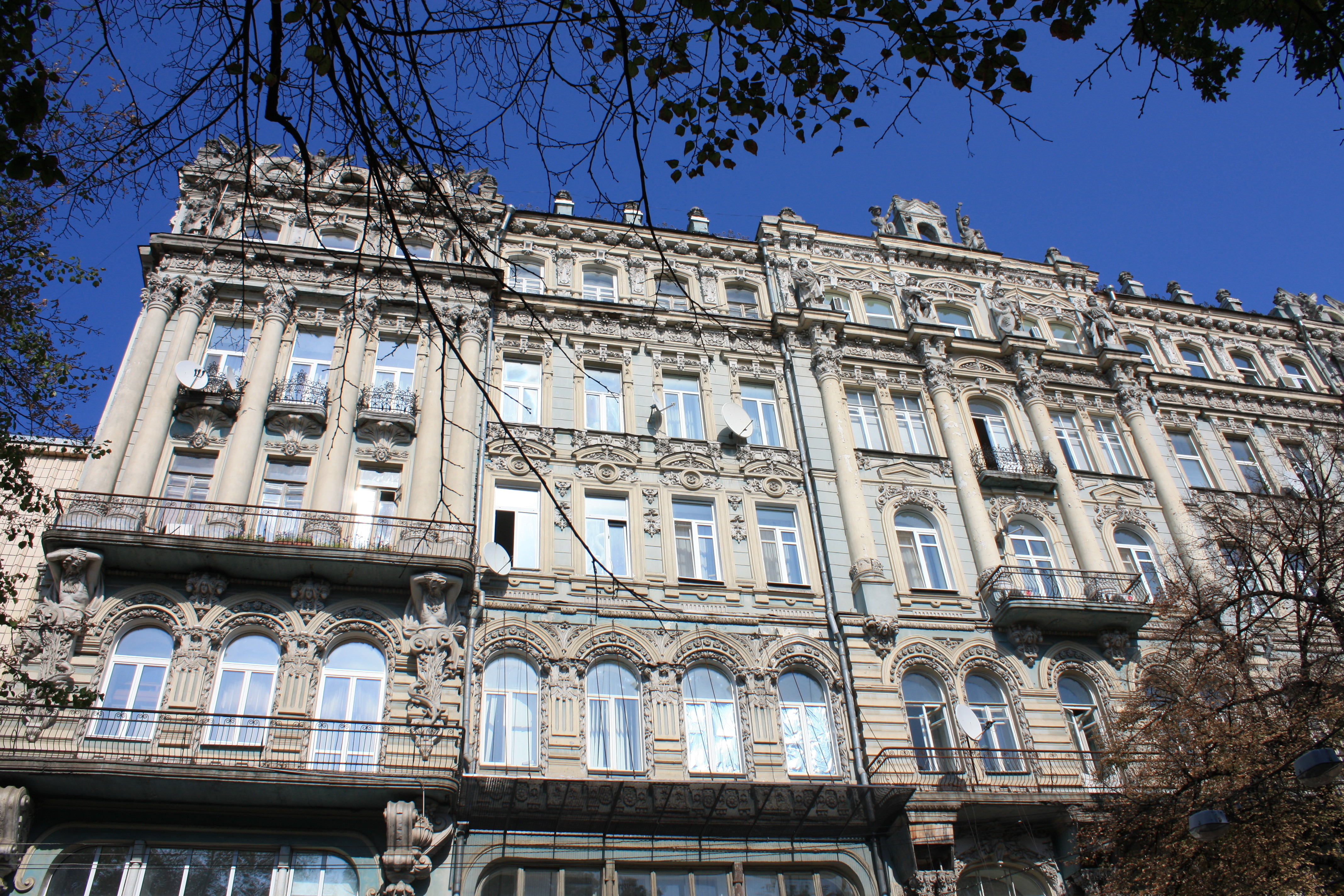
Сьогоднішній вигляд будівлі

Цоколь облицьовано полірованим лабрадоритом. Горизонтальні членування окреслено міжповерховими профілями, карнизом великого виносу над п'ятим поверхом, бічними аттиками з круглими вікнами в облямуванні грифонів. На краю даху зберігся кований парапет між тумбами. У центрі вінцевого парапету залишилася також люкарна зі скульптурами Гермеса та Геї, що сидять обабіч. У простінках верхнього поверху, в розкріповках також вміщено алегоричні скульптури на повний зріст: Деметри, Гермеса, Афіни.
Збереглося ліпне оздоблення вестибуля і склепінчастої арки проїзду на подвір'я, ковані металеві художньої роботи кронштейни для ліхтарів між вітринами. Ліпний високопрофільний орнамент, переважно рослинний, кругла скульптура та безліч окремих архітектурних деталей (консолі, капітелі тощо) відзначаються художньою оригінальністю і майстерністю моделювання. Як своєрідна реклама будівельної контори Лева Гінзбурга, вирізняючись багатством і виразністю фасаду, будинок увійшов до складу визначних архітектурних пам'яток міста початку ХХ століття.
Встановлені у 1990-х роках ковані стулки брами, виконані в дусі ретро, не тільки не відповідають загальному монументальному стилю споруди, а й містять хибну дату — «1904».